# 11701 Madeleineyang
11701 Madeleineyang este o planetă minoră (asteroid), cu un diametru de 6,438 km, din centura de asteroizi. A fost descoperită pe 31 martie 1998 la Magdalena Ridge Observatory⁠(d) de Lincoln Near-Earth Asteroid Research. 
Obiectul prezintă o orbită caracterizată de o semiaxă mare de 2,6987422 UAi, o excentricitate de 0,15, o înclinație de 5,2345 ° în raport cu ecliptica.